# Эвбея (гора)
Эвбея (лат. Euboea Montes) - горный массив высотой 10,5 километра и диаметром 275 километров, расположенный на спутнике Юпитера, известном как Ио, к западу от Лерна, в координатах 48,89° южной широты и 21,23° восточной долготы. Был образован в результате опрокидывания блока земной коры с последующим дополнением очень крупным оползнем. Назван по имени греческого острова Эвбея (греч. Εΰβοια), название утверждено МАС в 1985 году.

## Физические характеристики
На вершине горы Эвбея на Ио есть несколько кратеров разного размера, которые указывают на вулканическую активность. Следы потоков лавы и отложения пепла также можно увидеть на поверхности горы. Эвбея является одним из самых высоких объектов на Ио, её высота достигает около 13 км относительно окружающей местности. Гора также известна своими яркими и разнообразными цветами, вызванными присутствием различных минералов и соединений на ее поверхности. Источник тепла, связанный с активностью земной коры Ио, считается одной из основных причин образования и поддержания горы Эвбея. Оползни и другие геологические процессы, возможно, также способствовали ее образованию и изменению формы с течением времени. Форма, структура и состав горы Эвбея могут помочь ученым лучше понять эволюцию Ио и других геологически активных тел Солнечной системы. Эвбея, вероятно, образовалась в результате оползней и активности земной коры Ио. Эвбея имеет вытянутую форму, напоминающую мяч для регби (175 х 240 км), и расположена примерно в 40 км к северо-востоку от кальдеры Крейдне. На вершине горы можно увидеть изогнутый гребень, который разделен на 2 части: южный склон крутой, имеет неровную поверхность округлого холма, а северный склон плавно спускается с наклоном около 6° в северо-западном направлении. У подножия северного склона находится крупный ребристый щебень с закруглёнными краями.

## Теория оползневого формирования
Шенк (англ. P. M. Schenk) и Балмер (англ. M. H. Bulmer) предложили для Эвбеи теорию возможного оползневого формирования. Толстые отложения на её севере интерпретируются ими как оползневые, после чего указывается на форму северной стороны как доказательство обвала. Объём обвала оценивается примерно в 25 000 км3. Если эта теория верна, то на Эвбее имеется крупнейший объём оползневых пород в Солнечной Системе, имеющих размер, сравнимый с размерами оползней, формирующих склоны долин Маринер вокруг горы Олимп на Марсе, или подводных оползней на Земле.
Шенк и Балмер использовали для характеристики Эвбеи свои исследования снимков Вояджера-1, измерения высот на построенной по этим снимкам цифровой карте и аналогии с земными структурами. Согласно их работе, гора является одним блоком материала коры в силу своей многоугольной, относительно цельной формы. Этот блок поднялся и наклонился (примерно на 6°) от толчка, вызванного провалом. Впоследствии это поднятие запустило массивный оползень на северной стороне горы.
Возможность такого сценария напрямую связана с процессом восстановления коры Ио. Старые фрагменты коры исчезают  в процессе того, как из-под земли выходят более новые породы. В процессе погружения эти старые вулканические части коры испытывают сжатие с боков. Шенк и Балмер доказывают, что это общее давление на Ио по крайней мере частично облегчается провалами коры и поднятием её крупных блоков. На Земле тоже присутствует аналогичный механизм, например в Блэк-Хилс.